# Bruchophagus macronycis
Bruchophagus macronycis är en stekelart som beskrevs av Lidia Ivanovna Fedoseeva 1956. Bruchophagus macronycis ingår i släktet Bruchophagus och familjen kragglanssteklar. Inga underarter finns listade.